# Jan Kjærstad
Jan Kjærstad (født 6. marts 1953) er en norsk forfatter.
Jan Kjærstad fik sin debut som skønlitterær forfatter i 1980 med novellesamlingen Kloden dreier stille rundt.
Han har siden udgivet romaner og essays og modtaget adskillige litteraturpriser. Kjærstad fik i 2001 Nordisk råds litteraturpris for Oppdageren. Den er en del af en romantrilogi: Forføreren, Erobreren og Opdageren, der har den kendte norske TV-mand Jonas Wergeland som hovedperson.
På dansk er desuden udkommet Jeg er brødrene Walker (2009) og Normans område (2011).